# Anolis nelsoni
Anolis nelsoni este o specie de șopârle din genul Anolis, familia Polychrotidae, descrisă de Barbour 1914. Conform Catalogue of Life specia Anolis nelsoni nu are subspecii cunoscute.